# Kuttainen
Kuttainen est une localité de la commune de Kiruna dans le comté de Norrbotten en Suède.
Sa population était de 219 habitants en 2019.